# FK Goražde
El Fudbalski Klub Goražde es un Equipo/ Club de Fútbol de la Ciudad de Goražde, Federación de la Bosnia y Herzegovina, Bosnia y Herzegovina.  Juega en la Segunda Liga de la Federación de Bosnia y Herzegovina, la Tercera División del Campeonato Bosnio y Herzegovino de Fútbol.  
- Datos: Q1388887